# ワローのコレはどうかな?
『ワローのコレはどうかな?』は、高知放送ラジオ局製作で、高知放送、四国放送、西日本放送ラジオにネットして放送している音楽番組である。
これ以前に、同じ読みのタイトルの番組『WAROのこれはどうかな!?』が1987年4月6日から1990年3月30日の間放送されていた。本項ではこの両者について説明。

## 概要
本番組のパーソナリティの田村和郎は、1974年から1982年3月まで『WAROと一緒に』（月曜日〜金曜日 23:45 - 24:00）、1982年4月から1986年3月まで『日付変更線まで30分』（月曜日〜金曜日 23:30 - 24:00）のパーソナリティを務め、『日付変更線まで30分』終了から1年経った1987年4月に全く同じ月曜日〜金曜日 23:30 - 24:00枠に復帰してスタートしたのが『WAROのこれはどうかな!?』である。この番組のスタート当初、及び1989年8月当時の構成は以下の通り。
1987年4月当時
- 月曜日：アルバム新譜、懐メロ紹介
- 火曜日：アマチュアバンドの演奏とインタビュー
- 水曜日：有名人から市井の人まで若者が関心を持っている人物を紹介。
- 木曜日：リスナーから寄せられた不満や悩み、これはおかしいと思うことなどについて一緒に考える日
- 金曜日：生放送。前日木曜日で提案された話題についてリスナーから電話で生の声を受け付ける。

1989年8月当時
- 月曜日：音楽特集
- 火曜日：アマチュアバンド紹介
- 水曜日：ゲストコーナー
- 木曜日：「ノブくんの見もの聞きもの」、「あなたが主役スタジオジャック」（リスナーから5分〜10分の長さで録音したカセットテープを募集）の2コーナーを隔週で放送
- 金曜日：「今週の御意見番コーナー」（リスナーから集まった留守番電話のメッセージを放送）

この時の同番組は高知放送のみで平日（月〜金）深夜の帯番組で放送。1990年4月改編で田村和郎は後続番組『RADIトピアKOCHI』のパーソナリティに続投したが、この時点で『WAROのこれはどうかな!?』は終了した。
2012年4月から現在と同じ火曜日23:00 - 24:00枠で再開。元々は高知県ローカルでの放送だったが、2015年3月に週末に南海放送を含む四国4県のAM民放ラジオ局が共同制作・企画していた『ラジオアイランドまる○しこく』の終了に伴い、RNBを除く3局のブロックネットに拡大するようになった。
「ワローさん」の愛称で知られ、高知放送ラジオで長年にわたりパーソナリティーを務めてきた田村和郎が、主に1960-80年の洋楽を中心に、彼の青春時代の思い出も絡ませながらディスクジョッキーを展開する。

## 放送日時
- 高知放送（RKCラジオ）：火曜日23:00 - 24:00生放送（再放送:その週の土曜日15:00 - 16:00）
- 西日本放送（RNCラジオ）：日曜日10:00 - 11:00（2021年3月まで） → 日曜日13:00 - 14:00（2021年4月から）
- 四国放送（JRTラジオ）：日曜日10:00 - 11:00

### かつての放送時間
「WAROのこれはどうかな!?」
- 月曜日〜金曜日：23:30 - 24:00 （1987年4月〜1988年3月）
- 月曜日〜金曜日：23:30 - 24:15 （1988年4月〜1990年3月）
※15分延長。1988年4月期当時は、本番組と2本の後枠番組『KOCHI IN TOUCH』（月〜金24:15 - 24:30）、『今夜もブギウギ!寝んYARO!』（月〜金24:30 - 25:00）と3番組まとめての23:30 - 25:00の1時間30分枠タイトル「今夜ものってけ大放送」の元で放送されていた[5][6]。